# I-48 (sous-marin)
Pour les articles homonymes, voir I-48.
Le I-48 (イ-48) est un sous-marin japonais de Type Junsen C de la sous-classe C1 construits pour la marine impériale japonaise.
Mis en service en septembre 1944, il a servi de porte-torpilles Kaiten pour les attaques suicides pendant la Seconde Guerre mondiale et a été coulé en janvier 1945.

## Description
Les sous-marins de type C ont été dérivés du Type Kaidai VI avec un armement de torpilles plus lourd pour les attaques à longue distance. Ils ont déplacé 2 595 tonnes en surface et 3 618 tonnes en immersion. Les sous-marins mesuraient 109,3 mètres de long, avaient une largeur de 9,1 mètres et un tirant d'eau de 5,3 mètres. Ils possédaient une profondeur de plongée de 100 mètres.
Pour la navigation de surface, les sous-marins étaient propulsés par deux moteurs diesel de 6 200 chevaux (4 623 kW), chacun entraînant un arbre d'hélice. En immersion, chaque hélice était entraînée par un moteur électrique de 1 000 chevaux-vapeur (746 kW). Ils pouvaient atteindre 23,6 noeuds (43,7 km/h) en surface et 8 noeuds (15 km/h) sous l'eau. En surface, les C1 avaient une autonomie de 14 000 milles nautiques (26 000 km) à 16 noeuds (30 km/h) ; en immersion, ils avaient une autonomie de 60 milles nautiques (110 km) à 3 noeuds (5,6 km/h).
Les sous-marins étaient armés de huit tubes lance-torpilles de 533 mm à l'avant et transportaient un total de 20 torpilles. Ils étaient également armés d'un seul canon de pont de 140 mm/40 et de deux supports simples ou doubles pour les canons antiaériens Type 96 de 25 mm. Ils étaient équipés pour transporter un sous-marin de poche de type A à l'arrière de la tour de contrôle.

## Construction
Commandé dans le cadre du Programme rapide de complément d'armement naval et construit par l'Arsenal naval de Sasebo au Japon, le I-48 a été mis sur cale le 19 juin 1943 sous le nom de Sous-marin n°378. Il a été lancé le 12 décembre 1943 et a été renommé I-48. Il a été achevé et mis en service le 5 septembre 1944.

## Histoire de service
Lors de sa mise en service, le I-48 a été rattaché au district naval de Yokosuka et affecté au 11e escadron de sous-marins de la 6e Flotte. Il a été configuré pour transporter sur son pont arrière quatre torpilles d'attaque suicide pilotées: les Kaiten, dont deux avec des tubes d'accès qui permettaient à leurs pilotes d'y pénétrer lorsque le I-48 était immergé. Le 7 décembre 1944, il fut réaffecté à la 15e division de sous-marins de la 6e Flotte, et le 8 décembre, il fut affecté à l'unité de kaiten Kongo ("Acier").
Le 26 décembre 1944, le I-48 a terminé ses exercices d'entrainement dans la mer intérieure de Seto et s'est rendu à la base navale d'Otsujima où il a embarqué ses Kaiten et leurs pilotes et, le 9 janvier 1945, il est devenu le dernier sous-marin de l'unité kongo à se rendre à la base navale américaine de l'atoll d'Ulithi, dans les îles Caroline, pour participer à une attaque de Kaiten contre la flotte américaine qui s'y trouvait, prévue pour le 21 janvier 1945.
Le 21 janvier 1945, le I-48 se trouvait à 18 milles nautiques (33 km) à l'ouest de l'atoll d'Ulithi et se dirigeait vers l'atoll à la surface à 18 noeuds (33 km/h) lorsqu'un hydravion Martin PBM Mariner du Patrol Bombing Squadron 20 (VPB-20) de l'US Navy basé à Tinian l'a repéré sur le radar à 19h30. Lorsque l'hydravion a essayé de vérifier la nationalité du I-48, celui-çi a plongé, et le PBM Mariner l'a attaqué avec deux grenades sous-marines et une torpille acoustique Mark 24 Fido. Il a survécu, mais a avorté son attaque Kaiten sur le mouillage.
Après que l'équipage du PBM Mariner ait signalé l'observation, un groupe hunter-killer (groupe de chasseurs-tueurs) de trois destroyers d'escorte - USS Corbesier, USS Conklin et USS Raby, le Conklin servant de navire amiral - de la 65e division d'escorte de la marine américaine a commencé à rechercher le I-48. Le commandant du groupe de chasseurs-tueurs a supposé que le I-48 était endommagé et qu'il se dirigerait vers la ville japonaise de Yap à une vitesse moyenne de 3 nœuds (5,6 km/h). Après que le groupe n'ait pas établi de contact avec le I-48, il a étendu ses recherches jusqu'à Yap le 22 janvier 1945.
A 3h10 le 23 janvier 1945, le I-48 était en surface à 15 milles nautiques (28 km) au nord-est de Yap, se dirigeant vers le sud-ouest à 18 noeuds (33 km/h) lorsque le Corbesier l'a détecté au radar à une distance de 9 000 m. Le Corbesier a fermé le champ de tir et le I-48 a été immergé. Le Corbesier a capté le contact du sonar du I-48 à 3h36 et a tiré une salve Hedgehog qui a manqué son coup. Le Conklin et le Raby sont également arrivés sur les lieux. Le Corbesier a tiré cinq autres salves Hedgehog sans marquer de points, puis a perdu le contact.
Le Corbesier a repris le contact sur le I-48 à 9h02 et a tiré une autre salve Hedgehog, qui a été manquée. 10 minutes plus tard, il a repris le contact sonore, mais l'a perdu avant de pouvoir attaquer à nouveau. Le Conklin, cependant, a pu lancer une attaque Hedgehog à 9h34 à une distance de 500 m. Dix-sept secondes plus tard, il a entendu quatre ou cinq explosions à une profondeur estimée à 175 pieds (53 m), suivies à 09h36 d'une violente explosion qui a abimé les moteurs et la direction du Conklin. Le Conklin a observé d'énormes bulles d'air remontant à la surface, bientôt suivies de pétrole, d'épaves divers et de grandes quantités de restes humains. Cela a marqué la fin du I-48, coulé avec la perte des 122 hommes à bord - son équipage de 118 personnes et quatre pilotes de Kaiten embarqués - soit à la position géographique de 9° 55′ 00″ N, 138° 17′ 30″ E ou 9° 45′ N, 138° 20′ E, selon différentes sources. Une baleinière à moteur du Conklin a par la suite récupéré des morceaux de planches, de bois éclaté, de liège, des boiseries intérieures avec des surfaces vernies, une manche d'un pull bleu tricoté contenant de la chair humaine, des baguettes et un manuel de marin, à 17 milles nautiques (31 km) au nord de Yap.
Le 31 janvier 1945, la 6e Flotte japonaise a tenté de contacter le I-48, lui ordonnant de se rendre à Kure, au Japon. Il n'a pas accusé réception de cet ordre. Il a été rayé de la liste de la marine le 10 mai 1945.